# Menschen am Fluß
Menschen am Fluß ist ein US-amerikanischer Spielfilm des Regisseurs Mark Rydell aus dem Jahr 1984. Das Drehbuch des Melodrams verfasste Julian Barry auf Basis einer Story von Robert Dillon.

## Handlung
USA, in den frühen 1980er Jahren: Tom und Mae Garvey sind die Besitzer einer kleinen Farm im Osten Tennessees. Das 320 Hektar große Land ist schon seit Generationen im Besitz von Toms Familie und befindet sich in einem Tal, in dem die Menschen überwiegend der Landwirtschaft nachgehen. Die Existenz der vierköpfigen Familie, wie auch der anderen Farmer, ist vom nahegelegenen Fluss abhängig, der die Maisfarm mit Wasser versorgt, aber, durch regelmäßige Überschwemmungen, auch eine ständige Bedrohung darstellt. Als im Herbst starke Regenfälle das Tal heimsuchen, tritt der Fluss über die Ufer. Ein von der Familie aufgeschütteter Damm, mit Sandsäcken notdürftig abgedichtet, kann den Wassermassen nicht standhalten, und die Maisfelder der Garveys werden überschwemmt. Tom wird beim Abdichten des Dammes von seinem umkippenden Bulldozer eingeklemmt und kann nur mit Mühe und Not von seiner Frau und dem ältesten Sohn Lewis vor dem Ertrinken gerettet werden, während die kleine Tochter Beth ungläubig Zeugin der gespenstischen Szenerie wird.
Nachdem die Maisernte den Fluten zum Opfer gefallen ist, versucht Tom bei der hiesigen Bank ein weiteres Darlehen zu erhalten. Der Bankdirektor, der Tom schon etliche Jahre kennt, verweigert ihm aber finanzielle Unterstützung und führt die verschuldete Farm und gesunkene Landpreise als Grund an. Als Mae und die beiden Kinder, die vor dem Gebäude warteten, demonstrativ die Bank betreten, lässt sich der Bankdirektor auf eine Stundung der Zahlungen ein. Wie sich im Verlauf der Handlung herausstellt, übt der Großgrundbesitzer Joe Wade großen Druck auf die Bank aus. Wade, der ehemals mit Toms Ehefrau befreundet war, plant den Grund und Boden im Tal aufzukaufen und einen Stausee zu errichten, um seine eigenen Ländereien zu bewässern. Ein Senator, die Firma Leutz und eine Menge Großkapital stehen auf Joe Wades Seite. Außerdem soll die wesentlich billigere hydro-elektrische Energie Arbeitsplätze in der von Massenarbeitslosigkeit gezeichneten Gegend schaffen.
Um die Reparaturen an dem zerstörten Bulldozer und dem Haus bezahlen zu können, fährt die Familie Garvey auf eine Auktion, um u. a. eine landwirtschaftliche Maschine im Wert von 6000 US-Dollar zu veräußern. Bei ihrer Ankunft bemerken sie, dass Dutzende von Menschen in Zelten und Campingwagen vor den Toren der Stadt kampieren – ehemalige Farmer, die ihre unrentablen Farmen aufgegeben haben und ohne Unterstützung des Staates ausharren und auf Gelegenheitsjobs hoffen. Der Verkauf der Maschine gerät zum Verlustgeschäft: Sie wird für knapp ein Sechstel ihres tatsächlichen Wertes an den Höchstbietenden verkauft. Aufruhr gibt es, als ein Bauer sein gesamtes Hab und Gut auf der Auktion anbietet, um einen Neuanfang in der Stadt zu wagen. Die anwesenden Farmer rebellieren gegen den Ausverkauf ihrer Ländereien, bis der hoch verschuldete Mann eingestehen muss, den Grund und Boden schon längst verloren zu haben, und bei der Auktion nur das Vieh und die Gerätschaften anbietet.
Mit dem bei der Auktion gewonnenen Geld bezahlen die Garveys das Saatgut für die neue Maisernte und führen Reparaturen am Haus durch. In Kürze ist das Geld aufgebraucht und die Familie steht am Rand des wirtschaftlichen Ruins. Als Jessica, die Milchkuh der Garveys, stirbt, weil die Familie kein Geld hat, um den Tierarztbesuch zu bezahlen, beschließt Tom zu handeln. Durch einen Vetter findet er Anstellung in einer Fabrik als Schweißer. Er beschließt, die Farm und seine Familie für drei Monate zu verlassen und pünktlich zur Maisernte wieder zurückzukehren. Erst bei der Ankunft in der Fabrik bemerkt Tom aber, dass er als Streikbrecher angeworben wurde, und er muss sich im offenen Lastwagen des streikenden, wütenden Mobs erwehren. Während ihr Ehemann in dem Stahlwerk fünfzig Stunden in der Woche arbeitet, muss Toms Ehefrau zusammen mit ihren Kindern die Farm allein bewirtschaften. Die harte Männerarbeit fordert ihren Tribut, und Mae klemmt sich auf den Feldern den Arm im Kettengetriebe der Bewässerungsmaschine ein, während ihre Kinder in der Schule sind. Unfähig, sich zu befreien, harrt die zierliche junge Frau mit der stark blutenden Wunde unter dem Fahrzeug aus, bis sie Joe Wade zufällig findet und ins Krankenhaus bringt. Notdürftig versorgt wieder nach Hause entlassen, versucht Wade die geschwächte Mae zu überreden, Tom zu verlassen und eine neue, gesicherte Zukunft mit ihm zu beginnen. Obwohl er selbst verheiratet ist, hegt Wade noch immer große Gefühle für Mae Garvey, die ihn jedoch mit den Worten „Es ist zu spät“ zurückweist.
In der Zwischenzeit freundet sich Tom in der Fabrik, die er wegen des streikenden Personals nicht verlassen kann, mit dem dunkelhäutigen Harley und dem jungen Baines an. Baines hat ebenso wie Tom seiner schwangeren Frau die Bewirtschaftung der Farm anvertraut, leidet aber unter der Trennung von ihr. Als Baines versucht zu flüchten, wird er von den streikenden Arbeitern attackiert, und nur mit großer Anstrengung gelingt es Harley und Tom den jungen Mann aus der heiklen Situation zu befreien. Als Tom nach Wochen Mae und die Kinder zum ersten Mal wiedersieht, verbringen beide die Nacht in einem Motel, während Lewis und Beth von Toms Vetter betreut werden. Im Motelzimmer ist es Tom aber nicht möglich, mit Mae intim zu werden. Beide schieben es auf die Wiedersehensfreude. Tom erzählt ihr von den harten Arbeitsbedingungen in der Fabrik und von einem Albtraum, den er hatte. Er träumte, der Fluss hätte sich in eine riesige Schlange verwandelt, ohne Anfang und Ende, und hätte ihm langsam die Luft zum Atmen genommen. Als sich Tom nach Joe Wade erkundigt, den er als Nebenbuhler fürchtet, verschweigt Mae den Zwischenfall auf der Farm und Wades beherztes Eingreifen.
Als sich die Zeit der harten Arbeit in der Fabrik allmählich dem Ende nähert, gelangt eines Tages ein junger Hirsch auf der Suche nach Nahrung in die Werkshalle. Die Männer, darunter auch Tom, sind verblüfft von diesem unerwarteten Besucher, unterbrechen ihre Arbeit und versuchen das Tier einzufangen, um es zu verspeisen. Als die Männer den Hirsch nach zeitaufwendiger Hatz eingekreist haben, beginnt das Tier aus Angst auf einen Schuttberg zu urinieren, auf den es sich geflüchtet hat. Die Männer haben Mitleid mit dem Hirsch, bringen ihn aus der Fabrikhalle und entlassen ihn in die Freiheit. Als der Vorarbeiter verkündet, dass Tom und die anderen Männer nicht mehr gebraucht werden und sich ihren Lohn abholen können, scheint es das Schicksal nicht gut mit den Streikbrechern zu meinen. Die Gewerkschaften und die Unternehmer haben sich geeinigt, der Streik ist beendet und die Streikbrecher erwarten diesmal keine Lastwagen, um sie vor dem wütenden Mob zu schützen. Tom und die anderen werden vor den Toren des Werks den mit Knüppeln und Brecheisen bewaffneten Streikposten übergeben. Nachdem es so aussieht, als ob eine gewalttätige Konfrontation nicht zu verhindern ist, gibt der Pulk eine Gasse frei und lässt die Männer unter wütenden Beschimpfungen ziehen, Tom stellt sich u. a. direkt eine Frau aus der Menge in den Weg, beschimpft und bespuckt ihn.
Als Tom nach langer Zeit ein Wiedersehen mit seiner Familie auf der Farm feiert, ist der Mais hoch gewachsen und bereit, geerntet zu werden. Doch ein Mitarbeiter von Joe Wade bietet den Garveys einen geringeren Preis als erhofft an. Der Mais sei zu feucht, weil ihn die Familie zu spät gepflanzt habe. Tom ist außer sich vor Wut, schlägt den Mann nieder und fährt in die Leutz-Konzernzentrale, wo er Joe Wade, der sich gerade mitten in einer Besprechung befindet, demonstrativ einen Maiskolben zuwirft, um seine Meinung zum geernteten Getreide anzuhören. Joe versucht Tom zu beruhigen, weiht ihn ein in das Geheimnis um den geplanten Stausee und versucht ihn davon zu überzeugen, sein Land zu verkaufen. Tom denkt jedoch nicht daran und zerstört in seiner Wut ein Modell des geplanten Stausees.
Während Regenfälle den Fluss anschwellen lassen, bereitet sich Tom darauf vor, erneut mit seiner Familie die Dämme vor seinem Land zu verstärken. Doch das Schicksal begünstigt wieder die Naturgewalten – das Getriebe von Toms Wagen setzt aus. Während der Reparatur fährt der unter enormen Druck stehende Familienvater seine kleine Tochter an, die ihm die Laterne hält, und treibt seinen erschöpften Sohn unermüdlich an. Ehefrau Mae kann das nicht mehr mit ansehen und stellt Tom zu Rede, warum er immer allein die Arbeit auf seine Schultern nehme. Daraufhin stehen Tom in einer Solidaritätsaktion die übrigen Farmer in der Gegend bei und helfen ihm, die Dämme mit Bulldozern vor der herannahenden Flut zu schützen, unter den Augen von Joe Wade. Tatsächlich endet nach stundenlangem Kampf um das Farmland der Regen, und der Fluss scheint durch den Damm und die Zusammenarbeit der Farmersfamilien in seine Schranken gewiesen zu sein. Doch schon bald taucht Joe Wade mit zwei Lastwagen voller Männer auf – arbeitslose Farmer aus der Stadt, denen Wade 100 Dollar pro Tag versprochen hat, wenn sie den aufgeschütteten Damm zerstören, unter ihnen auch Baines, Toms Bekannter aus der Fabrik, der seine Farm ebenso wie die anderen Männer verloren hat. Obwohl Tom die Menschenmenge mit einem Gewehr bedroht und die Bulldozer der Arbeitskollegen hinter sich hat, gelingt es einem Mann, bis zum Damm vorzudringen und ein Loch in ihn hinein zu sprengen. Das Wasser ergießt sich auf Toms Land, der sofort damit beginnt, das Leck mit Sandsäcken abzudichten. Seinem Beispiel folgen bald Mae und seine Kinder, sowie aus Gemeinschaftssinn Joe Wades angeworbene Hilfskräfte, die nun auf Toms Seite wechseln. Mit dem teuren Jeep von Toms Widersacher gelingt es der Gruppe endgültig, das Leck abzudichten. Joe Wade, der das letzte Leck im Damm ebenfalls mit einem Sandsack verschließt, appelliert jedoch an Tom und Mae, dass sie früher oder später ihren Grund und Boden an ihn verkaufen werden, sei es durch eine Überschwemmung, Dürre oder wegen fallender Getreidepreise. Die Garveys lassen sich aber von Joe Wade nicht verunsichern und ernten am Ende des Films den vor der Flut geretteten Mais, wobei Beth in ihrer kindlichen Naivität glaubt, eine Million US-Dollar mit dem Getreide verdienen zu können.

## Entstehungsgeschichte
Menschen am Fluß basiert auf einer Story des Drehbuchautors Robert Dillon. Dillon adaptierte den Stoff gemeinsam mit Julian Barry für die Kinoleinwand. Gedreht wurde der Film in Birmingham, Alabama und im Osten Tennessees. Viele der Filmszenen entstanden auf einem 440 Acre großen Stück Land in der Nähe des Holston Rivers, das die Universal Studios erwarben. In nur vier Wochen wurden 400 Morgen Wald gerodet und Farmhäuser im Stile der Jahrhundertwende errichtet. Für die Überschwemmungsszenen nutzte die Filmcrew einen real existierenden Fluss mit einem Damm, der wegen Reparaturarbeiten abgebaut wurde. Der Damm wurde mit Hilfe von Ingenieuren der U.S. Army umgebaut und repariert.

## Rezeption
Menschen am Fluß war eines von drei US-amerikanischen Heimatmelodramen, spöttisch auch als „save the farm“-Filme betitelt, die 1984 veröffentlicht wurden. Wie Robert Bentons Ein Platz im Herzen (mit Sally Field und John Malkovich), der in den 1930er Jahren spielte und Richard Pearces Country (mit Jessica Lange und Sam Shepard), der in der Gegenwart angesiedelt war, erzählt er die Geschichte von störrischen und mutigen Farmern, die entschlossen sind, ihren Familienbesitz gegen die Ansprüche der Bank zu verteidigen. Mark Rydell selbst soll den Film dem verschwindenden Amerika gewidmet haben, dem „Amerika der unabhängigen Farmerfamilien“.
Mark Rydells Film hatte am 19. Dezember 1984 seine Premiere in den US-amerikanischen Kinos und wurde von den meisten Kritikern vor allem wegen der schauspielerischen Leistung der beiden Hauptdarsteller Mel Gibson und Sissy Spacek, die zum Zeitpunkt der Dreharbeiten 28 bzw. 34 Jahre alt waren, gelobt. Ebenfalls gerühmt wurde die Kameraarbeit von Vilmos Zsigmond und die musikalischen Untermalung von Oscar-Preisträger John Williams. Der Film spielte 8,8 Mio. US-Dollar an den US-amerikanischen Kinokassen ein und galt als erfolgreicher als sein Konkurrent Country (2,2 Mio. US-Dollar). Menschen am Fluß stand jedoch im Schatten von Ein Platz im Herzen, der mit 34,7 Mio. US-Dollar Gewinn mehr als das vierfache einspielte und für diverse Filmpreise nominiert wurde.

## Kritiken
- "Flach und oberflächlich in der Charakterzeichnung, kaum einmal wirklich spannend; nur in einigen Szenen befasst sich der melodramatische „Heimatfilm“ ernsthaft mit seiner Problematik." – „Lexikon des internationalen Films“ (CD-ROM-Ausgabe), Systhema, München 1997
- „Mark Rydells Heimatmelodram steht in der Tradition von Filmen wie 'The Southerner' (1945, Jean Renoir) und 'Wilder Fluß' (1960, Elia Kazan), stellt aber mehr als die Vorgänger politische Faktoren in den Vordergrund: So stehen hinter Wade (Scott Glenn) Großkapital und ein einflussreicher Senator, wird Korruption der herrschenden Klassen thematisiert. 'The River' spricht soziale Probleme wie Massenarbeitslosigkeit und Verschuldung von Kleinunternehmern an. Mit Mel Gibson hat Regisseur Mark Rydell einen überzeugenden Hauptdarsteller.“ (VideoWoche)
- " Ein Drama mit Mel Gibson und Sissy Spacek, in wunderbaren Bildern eingefangen." (DVD & Video Report)
- „Routinier Rydell inszeniert das marktgängig mit viel Heimatrealismus und verläßt sich mit Erfolg auf seine hochkarätigen Schauspieler. Der sozialkritische Aspekt des Stoffes geht jedoch weitgehend verloren.“ (Wertung: 2½ Sterne = überdurchschnittlich) – Adolf Heinzlmeier und Berndt Schulz in Lexikon „Filme im Fernsehen“ (Erweiterte Neuausgabe). Rasch und Röhring, Hamburg 1990, ISBN 3-89136-392-3, S. 582
- „Großartig gespielter 'Heimatfilm'.“ (TV Movie)

## Auszeichnungen
Menschen am Fluß war 1985 bei der Oscar-Verleihung für vier Academy Awards nominiert, darunter auch Sissy Spacek, die für ihren Part als aufopferungsvolle Farmersfrau gehuldigt wurde, und Filmkomponist John Williams, der im gleichen Jahr eine weitere Nominierung für Indiana Jones und der Tempel des Todes erhielt. Der Film wurde aber mit keinem der regulären Filmpreise ausgezeichnet. Einen Sonderoscar (Special Achievement Award) gab es jedoch für Toncutterin Kay Rose, für die das Melodram die siebte Zusammenarbeit mit Mark Rydell bedeutete.
Weitere Nominierungen gab es im gleichen Jahr bei der Golden-Globe-Verleihung, ebenfalls für Sissy Spacek als Beste Hauptdarstellerin in einem Drama, sowie John Williams Musikuntermalung. Ferner wurde der Film von der Vereinigung der Motion Picture Sound Editors prämiert.

### Oscar 1985
- Special Achievement Award (Sonderoscar) für den besten Tonschnitt – Ton-Effekte

Nominiert in den Kategorien
- Beste Hauptdarstellerin (Sissy Spacek)
- Beste Filmmusik
- Beste Kamera
- Bester Ton

### Golden Globe 1985
Nominiert in den Kategorien
- Beste Hauptdarstellerin – Drama (Sissy Spacek)
- Beste Filmmusik

### Weitere
Motion Picture Sound Editors 1985
- Bester Tonschnitt – Ton-Effekte